# Liste des aires protégées au Sénégal
Cet article recense les aires protégées au Sénégal, notamment les six parcs nationaux et réserves naturelles destinées à la préservation de la faune et de la flore particulièrement riches.

## Parcs nationaux

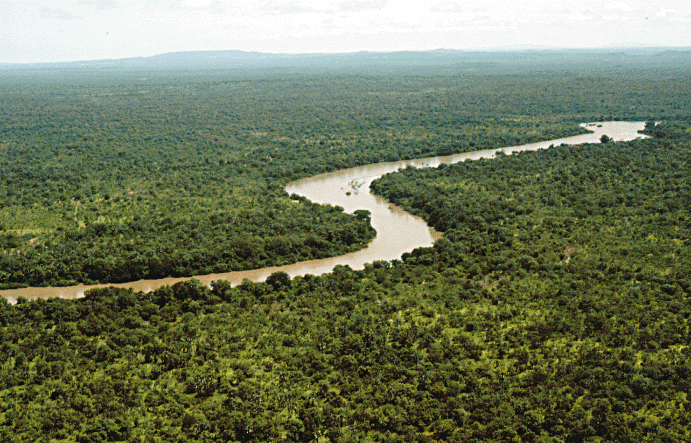
Le fleuve Gambie dans le parc national du Niokolo-Koba.

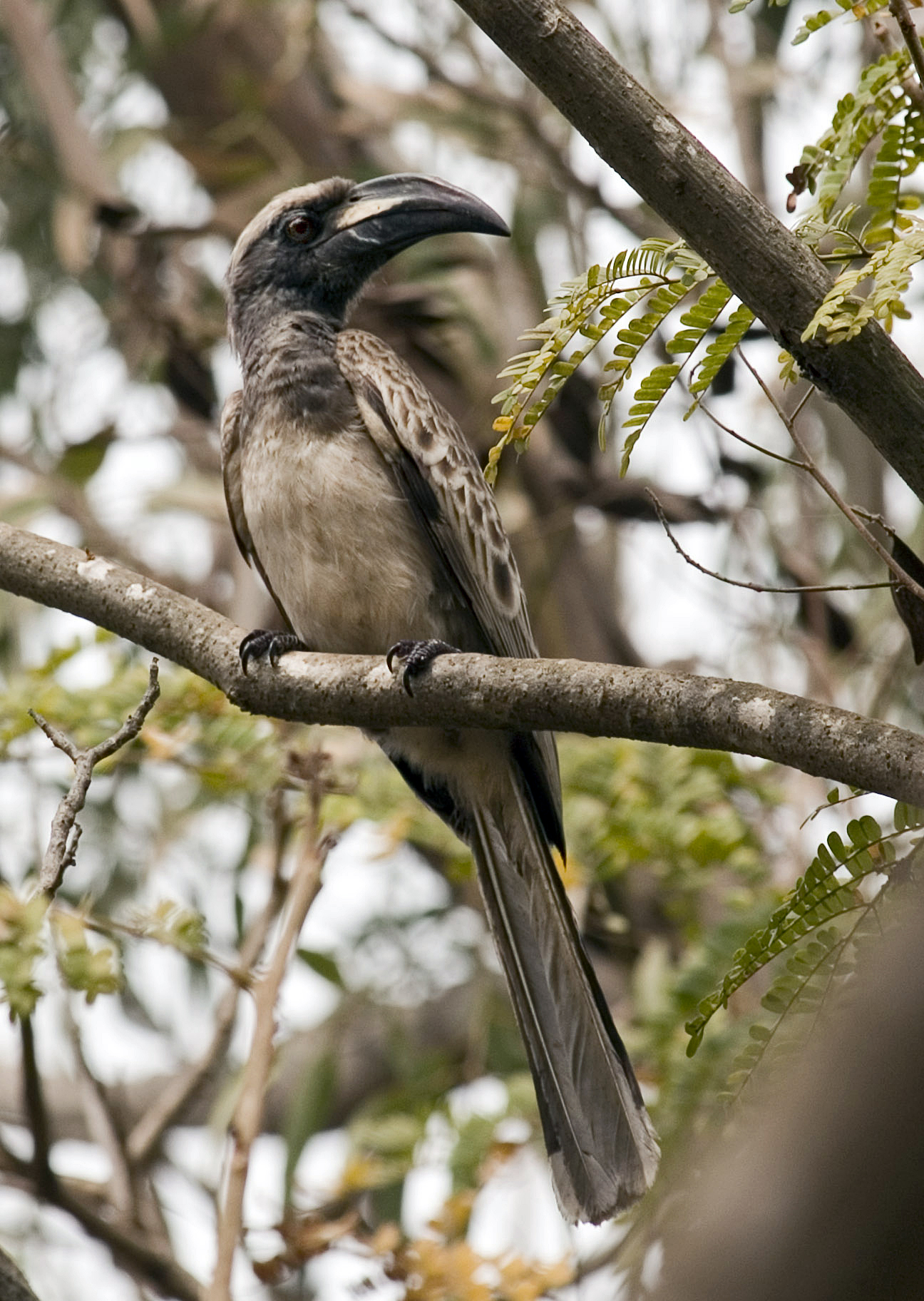
Calao à bec noir au Parc forestier et zoologique de Hann.

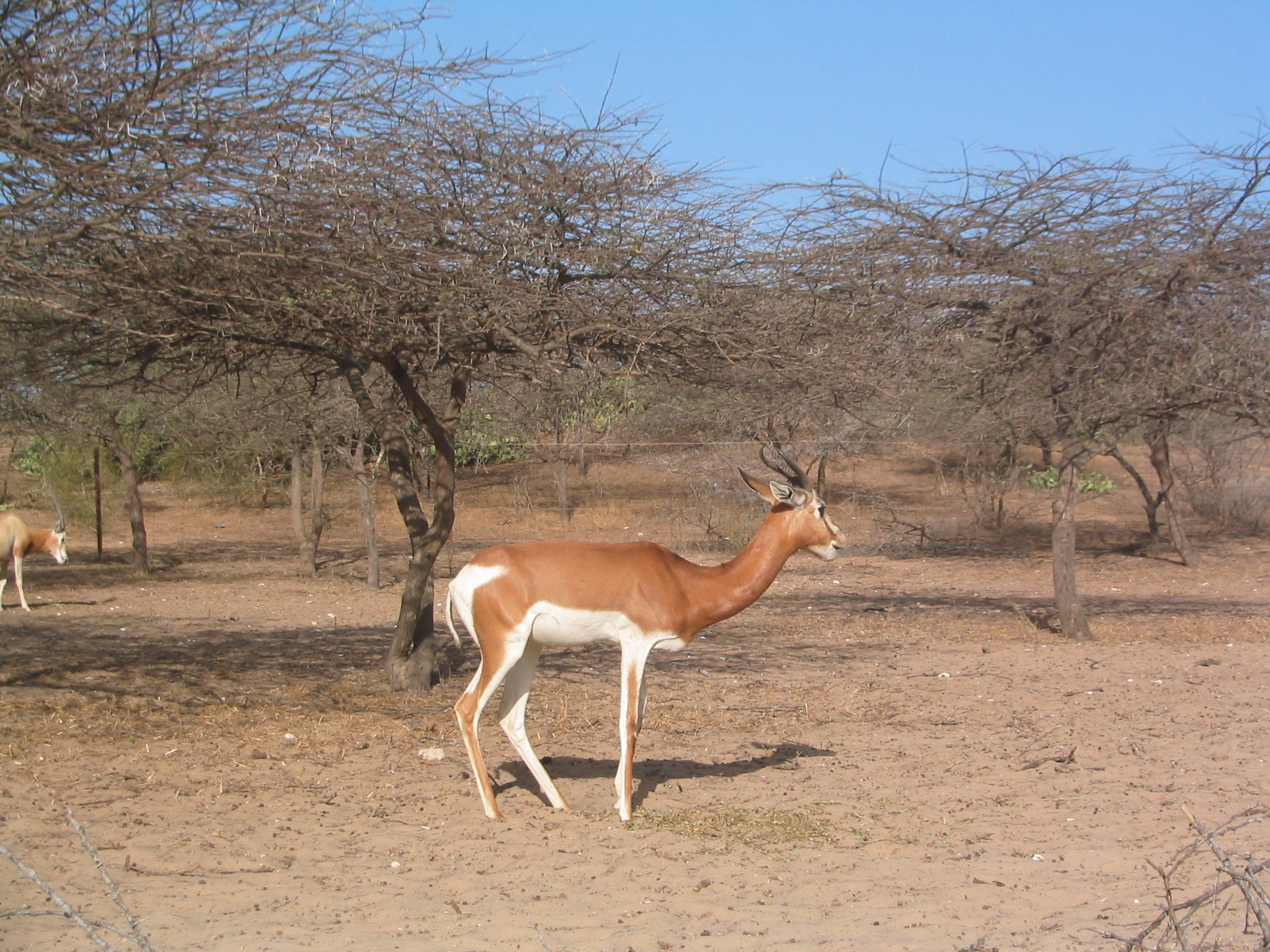
Une gazelle dama dans la réserve de Guembeul.

- Parc national de la Basse-Casamance (PNBC) : 50 Km2
- Parc national du delta du Saloum (PNDS) : 730 Km2
- Parc national des îles de la Madeleine (PNIM) : 0,5 Km2
- Parc national de la Langue de Barbarie (PNLB) : 20 Km2
- Parc national du Niokolo-Koba (PNNK) : 8 130 Km2
- Parc national des oiseaux du Djoudj (PNOD) : 160 Km2
- Parc forestier et zoologique de Hann : (PFZH) : 60 ha

## Réserves de faune
- Réserve de faune du Ferlo Nord (RFFN)
- Réserve de faune du Ferlo Sud (RFFS)
- Réserve spéciale de faune de Guembeul (RSFG)
- Réserve de Faune de Ndiael (RSFN)

## Aires marines protégées[3]
- Aire marine protégée d'Abéné (AMPA) : 11 900 ha
- Aire marine protégée de Bamboung (AMP) à Fatick : 7 000 ha
- Aire marine protégée de Cassa Balantacounda à Ziguinchor : 23 200 ha
- Aire marine protégée du Gandoul à Fatick : 28 121 ha
- Aire marine protégée de Gorée : 52 517 ha
- Aire marine protégée de Joal (AMP) 17 400 ha
- Aire marine protégée de Kayar (AMPK) 17 100 ha
- Aire marine protégée de Kaalolaal Blouf Fogny (KBF) à Bignona : 83 853 ha
- Aire marine protégée de Niamone Kalounayes (AMP) à Ziguinchor : 66 032 ha
- Aire marine protégée de Saint-Louis (AMP) :49 600 ha
- Aire marine protégée de Sangomar à Fatick : 87 437 ha
- Aire marine protégée de Somone ex RNICS : 4 120 ha
- Aire marine protégée de Ufoyaal Kassa-Bandial (2022) : 123 163 ha
- Aire protégée autochtone communautaire Kawawana (2010) : 9 930 ha

## Forêts classées

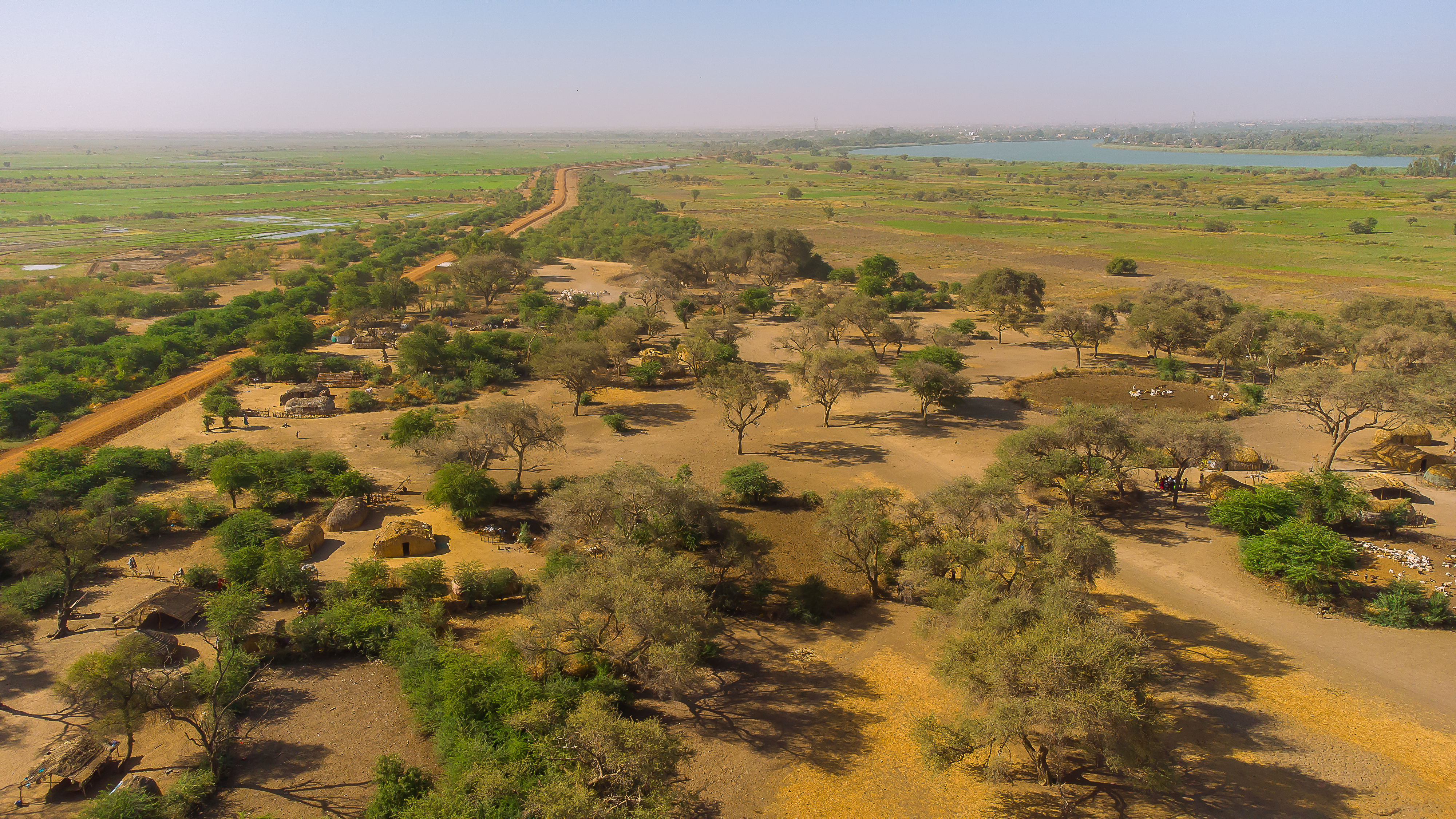
Goumel

- Forêt classée de Patako
- Forêt classée de Samba Dia
- Forêt de Bissine
- Forêt classée de Goumel Niandane
- Forêt classée de Mbao[4].

## Réserves naturelles

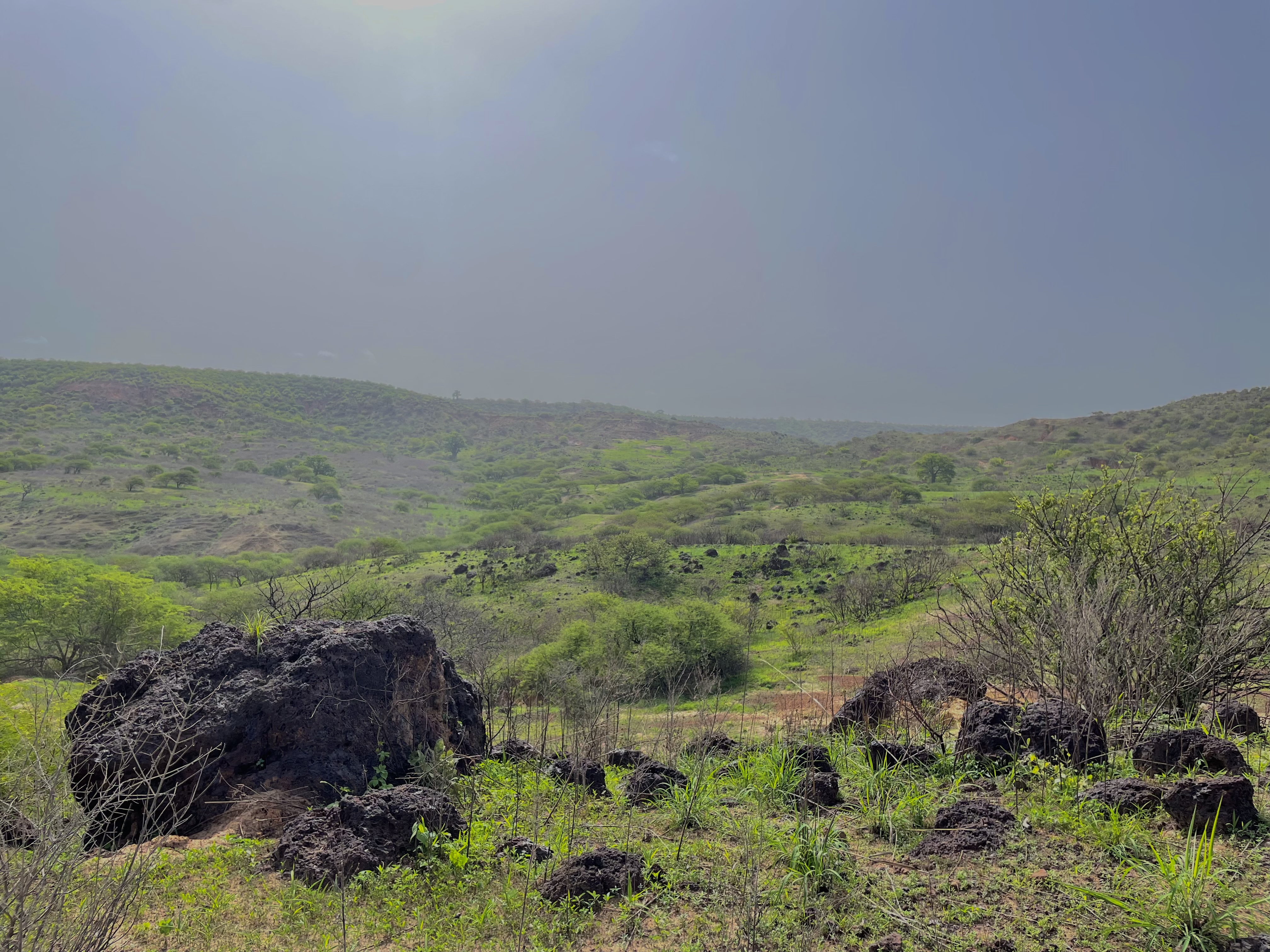
Paysage de la réserve de popenguine 08

- Réserve écologique expérimentale de M'bour
- Réserve naturelle communautaire de Palmarin
- Réserve naturelle de Popenguine (RNP)
- Réserve naturelle d'intérêt communautaire de la Somone
- Réserve ornithologique de Kalissaye (ROK)
- Réserve sylvo-pastorale de Doli
- Réserve de Fathala
- Réserve de Bandia
- Réserve naturelle communautaire du Boundou (RNCB)
- Réserve naturelle urbaine de la grande Niaye de Pikine et dépendance

## Conventions internationales

### Sites Ramsar
La convention de Ramsar est entrée en vigueur au Sénégal le 11 novembre 1977.
En janvier 2020, le pays compte huit sites Ramsar couvrant une superficie de 1 571,37 km2.

### Réserves de biosphère
Les réserves de biosphère sont une reconnaissance de l'Unesco dans le cadre du programme sur l'homme et la biosphère.
Le Sénégal dispose des réserves de biosphère suivantes :
- Samba Dia, 1979
- Delta du Saloum, 1980
- Niokolo-Koba, 1981
- Delta du fleuve Sénégal, transfrontière avec la Mauritanie, 2005

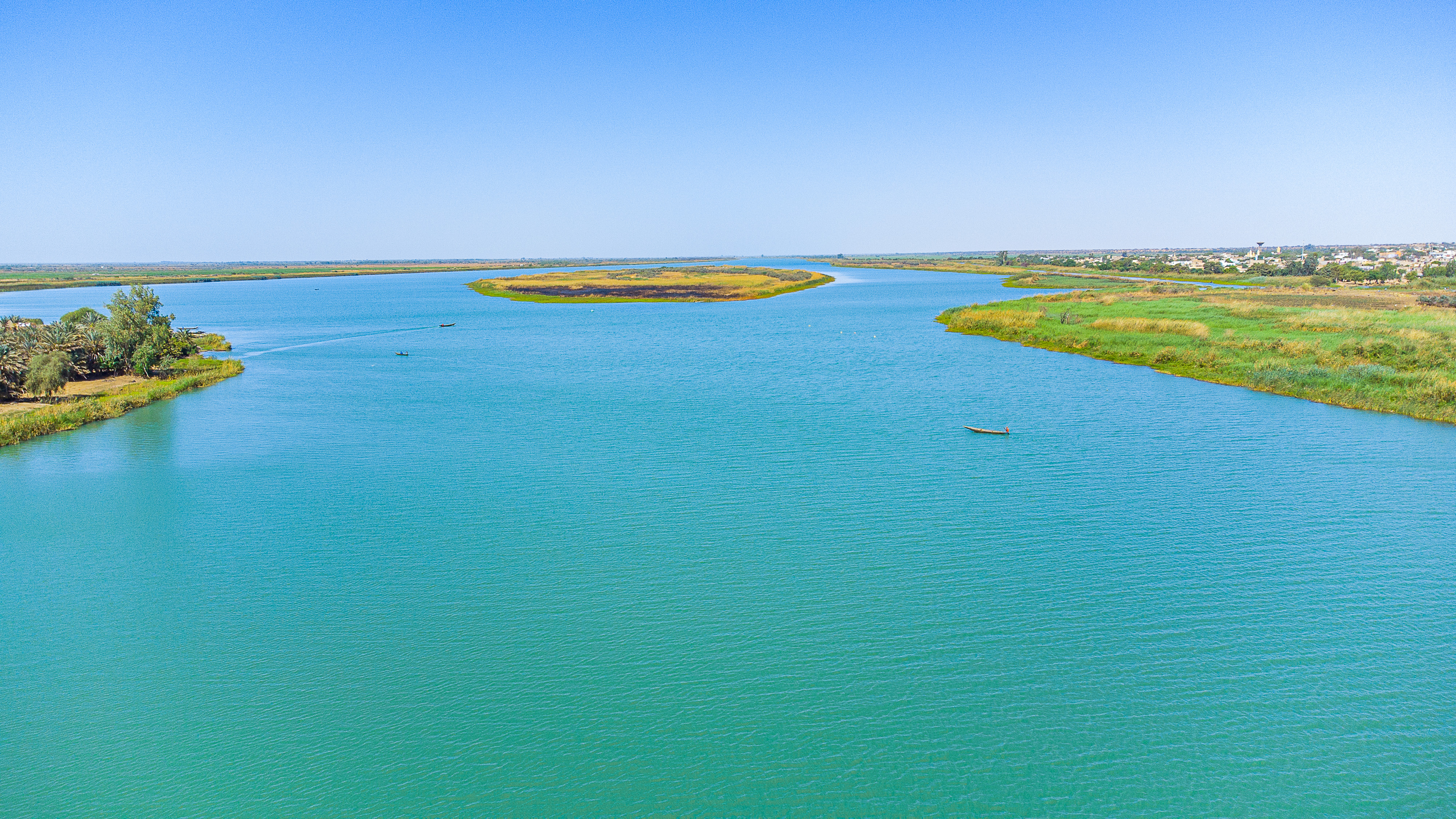
Richard toll

- Ferlo, 2012

### Patrimoine mondial
Le Sénégal possède deux sites naturels inscrits au patrimoine mondial :
- Parc national des oiseaux du Djoudj
- Parc national du Niokolo-Koba